# Raúl Sendic
Raúl Sendic (* 16. März 1925 in Chamangá, Flores; † 28. April 1989 in Paris) war ein uruguayischer Guerilla-Führer und Politiker. Er war ein Mitbegründer der Tupamaros.
Uruguay geriet ab 1959 in große wirtschaftliche Probleme, verursacht durch den Rückgang der Nachfrage nach landwirtschaftlichen Produkten. Dies führte zu Massenarbeitslosigkeit, Inflation und zu einem Absinken des bisherigen Lebensstandards. Es kam zu sozialen Unruhen und in Montevideo gründete sich eine Stadtguerillabewegung. Diese Guerilleros, Tupamaros genannt, überfielen zuerst Banken und verteilten das gestohlene Geld sowie Essen an die Armen. Später entführten sie Politiker und griffen Sicherheitskräfte an. So wurde zum Beispiel der einflussreiche Bank-Manager Pereyra Rebervel und der Botschafter Großbritanniens entführt sowie der FBI-Agent Dan Mitrione ermordet.
Am 7. August 1970 wurde Sendic verhaftet und blieb im Gefängnis bis zu seiner Flucht am 6. September. Sendic floh nicht wie viele andere Oppositionelle ins Ausland, sondern blieb in Uruguay und wurde im Jahr 1972 erneut verhaftet.
Im Jahr 1972 waren die Tupamaros durch die Kampagne des Militärs stark geschwächt, ihre Anführer, allen voran Raúl Sendic, saßen für die nächsten zwölf Jahre unter menschenunwürdigen Bedingungen im Gefängnis, die Misshandlungen und lange Phasen der Isolationshaft beinhalteten.
Nachdem die Demokratie in Uruguay im Jahr 1985 wiederhergestellt worden war, wurde Raúl Sendic zusammen mit anderen Tupamaros aus dem Gefängnis entlassen. Die Tupamaros bildeten daraufhin die Partei Movimiento de Participación Popular, welche heute ein Teil der regierenden Frente Amplio ist.
Sendic starb am 28. April 1989 in Paris an ALS.
Sein ältester Sohn Raúl war von 2015 bis 2017 Vizepräsident Uruguays.